# Henri De Pauw
Henricus Philippus Ludovicus De Pauw, detto Henri (Gand, 26 febbraio 1911 – Ostenda, 6 giugno 1973), è stato un pallanuotista belga, vincitore di una medaglia di bronzo all'olimpiade di Berlino 1936.